# Vicente Moriones
Vicente Moriones Belzunegui conocido también como José Luis Márquez Boya o Navarro (Sangüesa, Navarra, 1913 - Bilbao, 1970) fue un militante anarquista, militar republicano, miembro de la resistencia francesa, mugalari, libertario y sindicalista español.
Exiliado tras la Guerra Civil, en Francia participó en la II Guerra Mundial en las actividades del Grupo Ponzán, integrado en la red de evasiones de Pat O'Leary. Pasó por el Pirineo a judíos, un coronel aliado y a varios aviadores , por lo que fue detenido en Perpiñán por las fuerzas de ocupación nazis, internado en Vernet d'Ariège y deportado desde el campo de Royallieu en Compiègne —con el nombre falso de Valeriano Martínez— al campo de concentración de Buchenwald (Alemania), donde sufrió dicha deportación de junio de 1943 hasta el 30 de abril de 1945, cuando fue liberado por las fuerzas aliadas.
Tras el final de la Guerra Mundial regresó a España y a la actividad militante en la clandestinidad. En 1947 fue detenido y condenado a cuarenta años de prisión. Internado en la cárcel de Carabanchel, fue vecino de celda del historiador Nicolás Sánchez Albornoz. Permaneció encarcelado dieciocho años, quedando en libertad en 1963. Cuando murió en 1970 era secretario general de la CNT del Norte, miembro de la Alianza Sindical y de la Junta de Defensa del Gobierno Vasco en el interior.